# 전나무
전나무(학명: Abies holophylla 아비에스 홀로필라[*])는 소나무과에 속하는 늘푸른큰키나무(常綠喬木)이다. 젓나무라고도 부른다.

## 특징
나무 높이는 30m에, 줄기지름은 1m HBR 가량이다. 가지가 수평으로 뻗어나와 비좁은 원추형의 수관을 이룬다. 나무껍질은 잿빛이 도는 암갈색으로 거칠며 비늘조각 모양이다. 작은 가지는 회갈색이고 얕은 홈이 있다. 겨울눈은 난형이고 털이 없으나 수지가 약간 있다.

### 잎

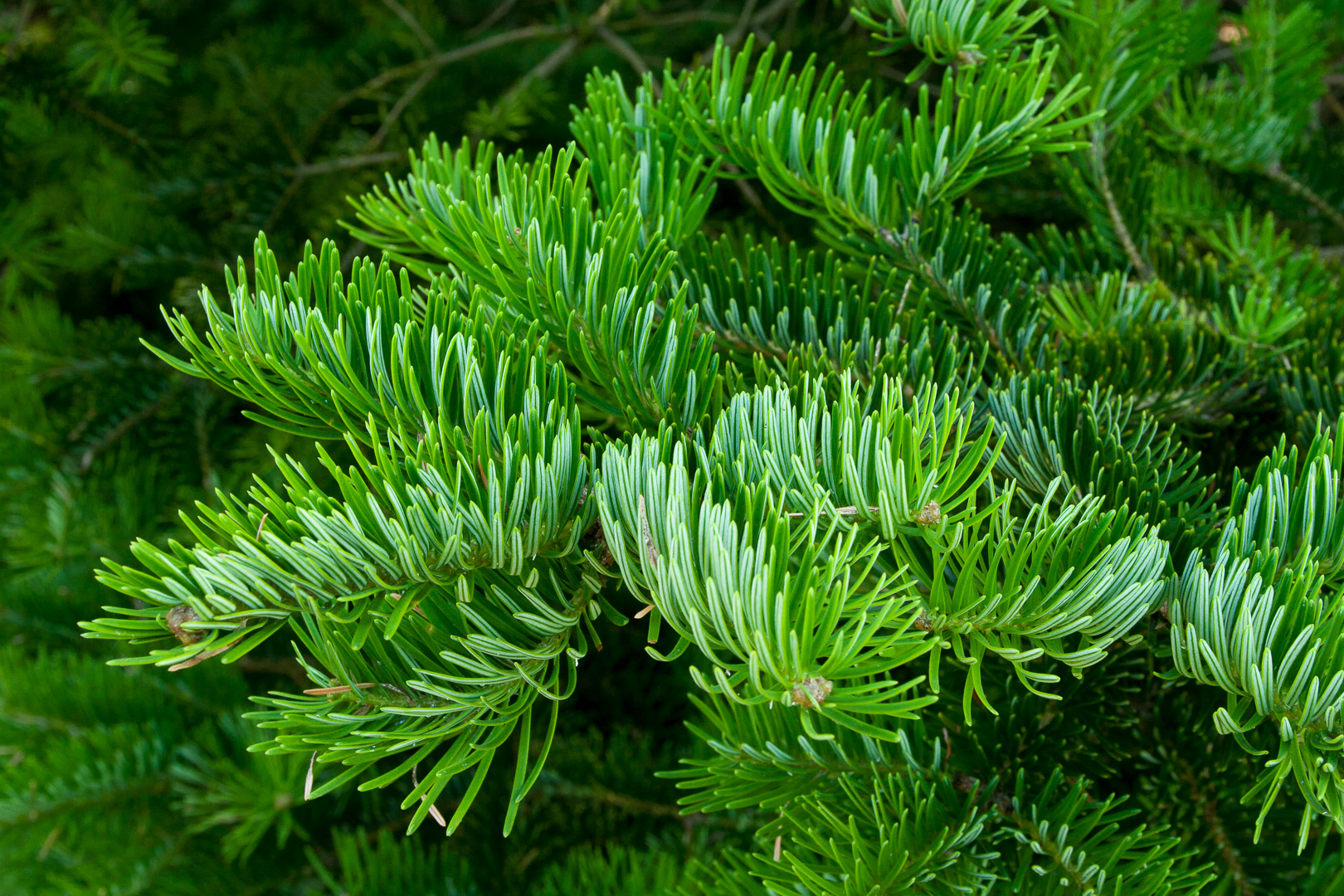
전나무의 무성한 잎.

잎은 선형이고 납작하며 길이는 2~4cm, 너비는 2.5mm이다. 끝이 뾰족하며 나무눈에서 직각으로 펼쳐진다.
뒷면에 백색 기공선이 두 줄 있고, 횡단면에는 수지구(樹脂溝)가 있다. 긴 가지에 난 잎이 전부 바닥면에서 위를 향해 솟아 있거나 휘어 있다. 짧은 가지에 자라 난 잎은 가지를 중심으로 모여 나 있어 솔을 연상케 한다.

### 꽃과 열매

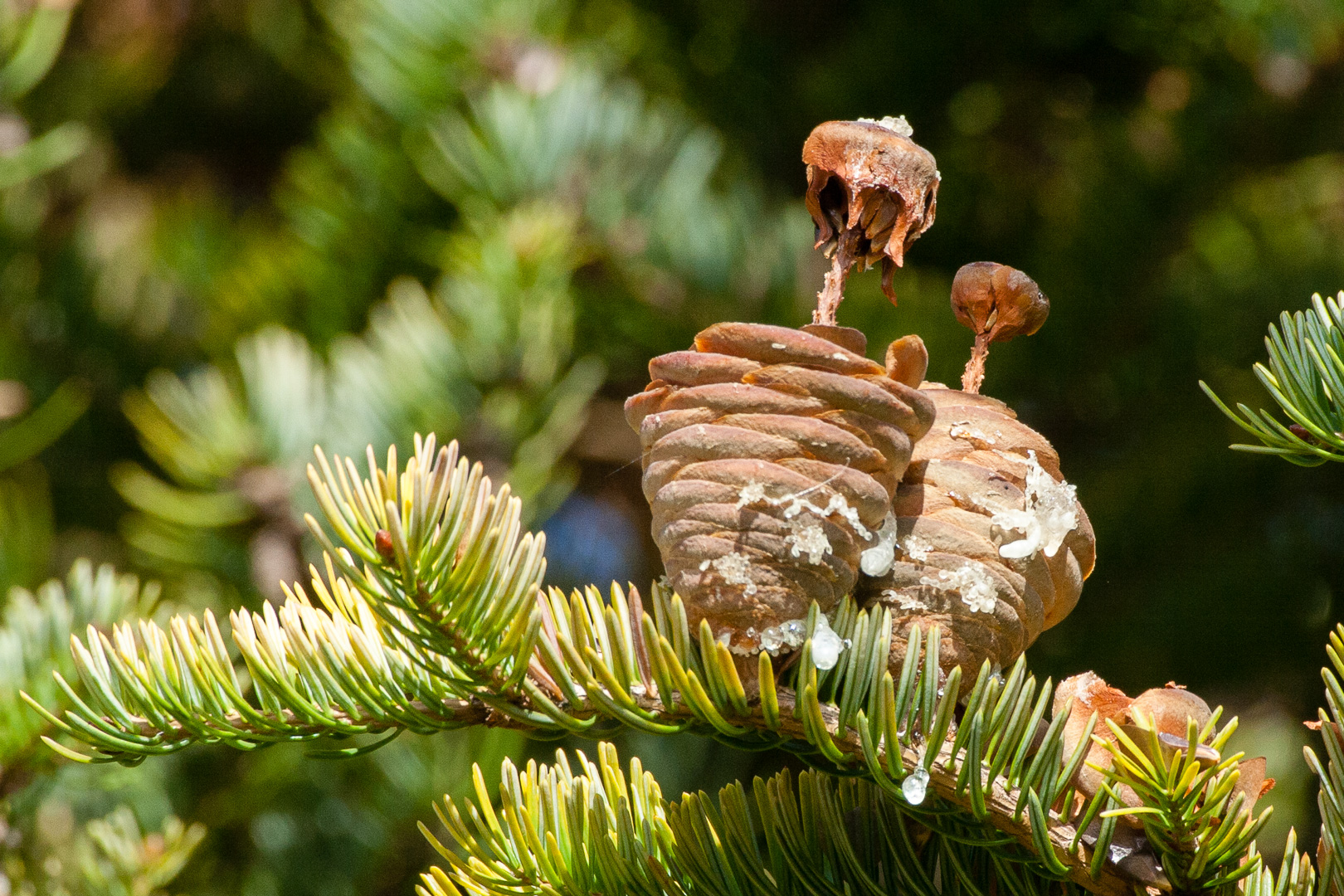
자엽 일부가 떨어져 나간 구과

수구화수(수꽃이삭)은 원통형이며 길이는 15mm이며 황록색이고 꽃줄기는 길이가 4.5mm이다. 암구화수(암꽃이삭)은 2-3개가 서로 맞닿아 있는 채로 달려 있고 길이는 3.5cm이며 긴 타원형이다. 그리고 꽃의 줄기는 6 mm 정도이다. 4월 하순에 꽃이 핀다. 
구과(毬果)는 길쭉한 원통형이며 열매지름(果徑)은 길이가 7mm이다. 씨앗은 타원 형태의 삼각형이며 길이는 12mm에, 너비는 6mm이다. 연한 갈색을 띠며 씨앗의 날개는 길이가 13.5mm, 너비는 12mm이다. 열매는 10월 상순에 익는다.

### 생태
비교적 높은 산지의 숲속과 능선부에 서식한다 한반도 전역에 분포하며, 중국 동북부, 러시아 우수리 지역 등에도 분포한다. 오염에 약해 공해가 심한 곳에서는 잘 심지 않는다.

## 쓰임새
줄기는 마디 없이 곧게 자라서 목재와 크리스마스 트리로도 쓴다. 목재는 잘 썩지 않아서 펄프 원료나 건축자재·가구재료로 많이 이용한다. 
민간에서는 잎을 끓여서 이로운 물질만 뽑아 액체로 만들어 약으로 쓴다. 또, 류머티즘이나 감기에 걸렸을 때 그 액체를 물에 타서 목욕을 하면 낫는다 하는데, 실제로 그것에 대한 연구가 있다. 이것을 졸인 것은 피를 멎게 하는 약으로도 쓴다.

## 문화재
- 진안 천황사 전나무
- 합천 해인사 학사대 전나무

## 사진

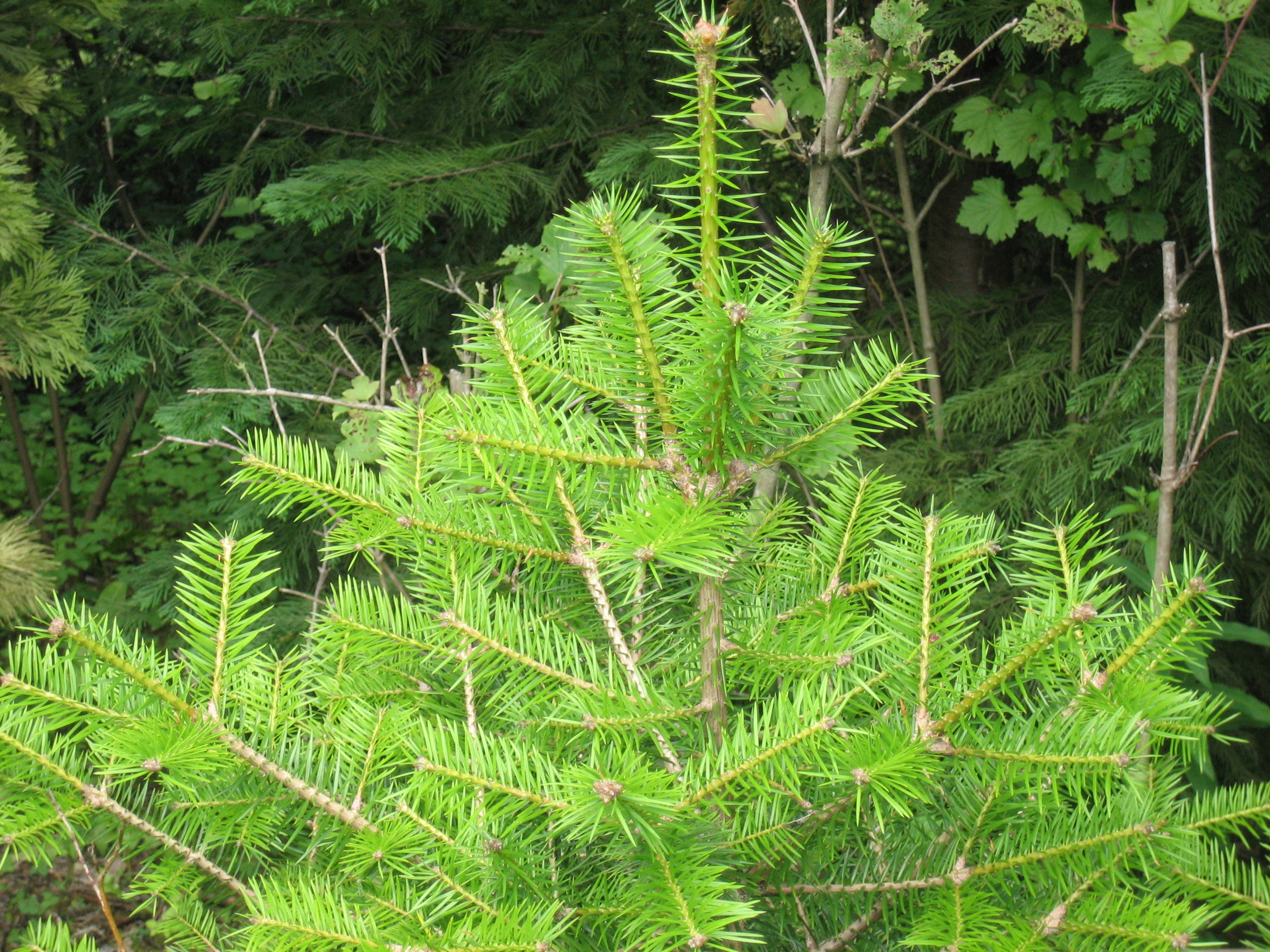
잎가지
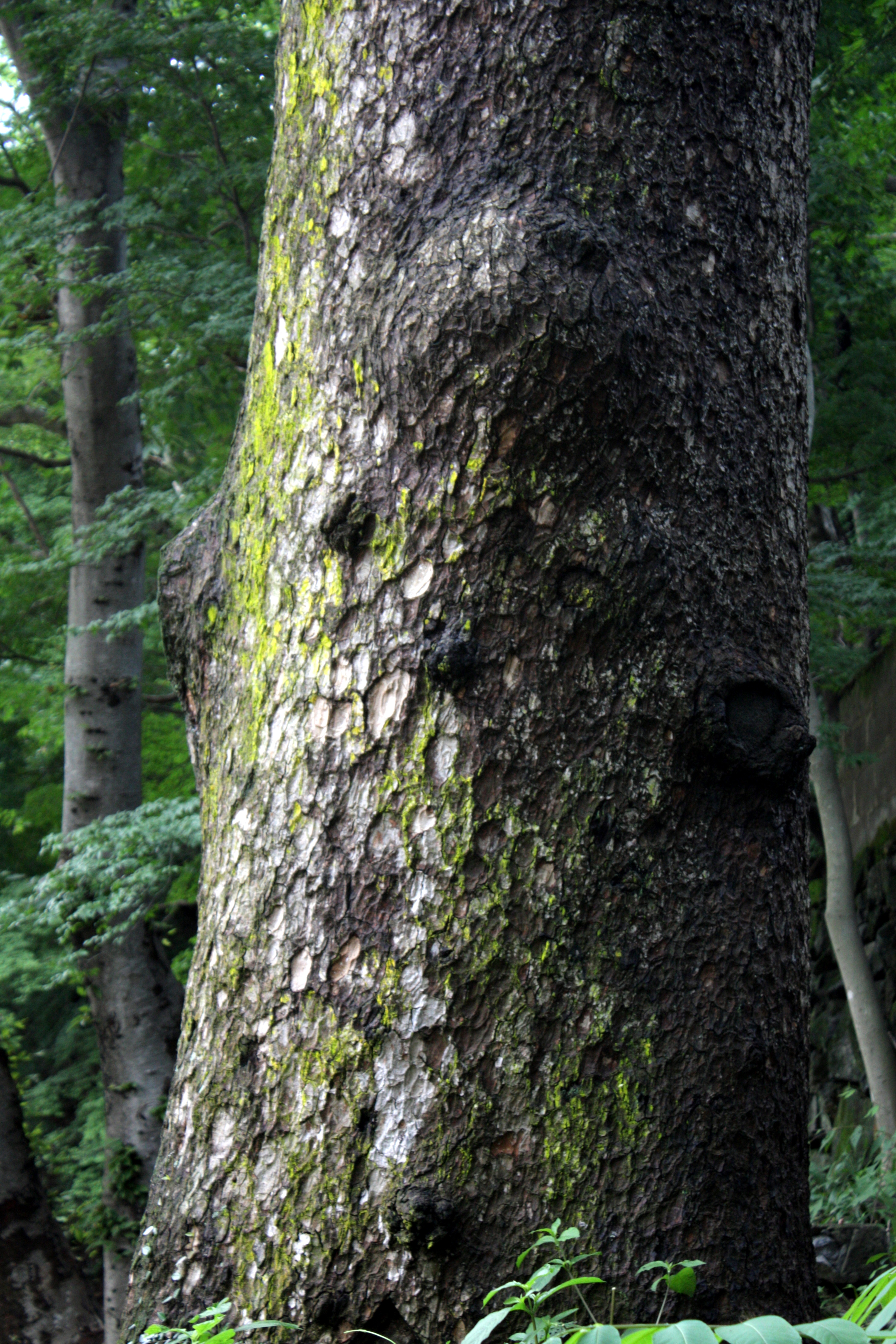
줄기

## 참고 문헌
- 이 문서에는 다음커뮤니케이션(현 카카오)에서 GFDL 또는 CC-SA 라이선스로 배포한 글로벌 세계대백과사전의 내용을 기초로 작성된 글이 포함되어 있습니다.